# Поцілунок смерті (фільм, 1947)
«Поцілунок смерті» (англ. Kiss of Death) — фільм-нуар режисера Генрі Гетевея, що вийшов на екрани в 1947 році.
Сценарій написали Бен Гехт та Чарльз Ледерер за оповіданням Елізара Ліпскі.
Історія обертається навколо колишнього злодія, якого грає Віктор Метьюр, і нещадного та жорстокого Томмі Удо (Річард Відмарк). У фільмі також грають Браян Донлеві та у своїй першій великій ролі Колін Ґрей.

## Сюжет
Напередодні Різдва злодій-рецидивіст Нік Біанко (Віктор Метьюр) із трьома спільниками грабує ювелірний магазин на 24 поверсі нью-йоркського хмарочоса. Пов'язаному керуючому магазину вдається включити сирену ще до того, як злочинці встигають залишити будинок. Поліція перекриває головний вихід, і Нік намагається вибігти на вулицю через двері сусіднього офісу, проте стикається з поліцейським, його ранять у ногу та заарештовують.
Помічник окружного прокурора Луїс Д'Анджело (Браян Донлеві) вмовляє Ніка назвати імена своїх спільників в обмін на пом'якшення покарання. Хоча Нік вже тричі відбував терміни за крадіжки, цього разу, за словами прокурора, його становище змінилося, оскільки, потрапивши до в'язниці, він залишить без засобів для існування дружину та двох улюблених маленьких доньок. Впевнений у тому, що його адвокат Ерл Хаузер (Тейлор Холмс) та спільники подбають про його дружину та дітей, поки він буде ув'язнений, Нік відмовляється про співпрацю та отримує двадцятирічний термін. Під час етапування Нік знайомиться з безжальним бандитом і вбивцею Томмі Удо (Річард Відмарк), який переймається Ніком повагою за категоричну відмову того співпрацювати з владою.
Відсидівши три роки у в'язниці Сінг-Сінг, Нік дізнається, що його дружина наклала на себе руки, а дітей відправили до притулку. У газеті він знаходить некролог, з якого випливає, що його дружина зазнавала серйозних матеріальних труднощів напередодні смерті. У в'язниці Ніка відвідує Нетті Кавалло (Колін Ґрей), молода жінка, яка раніше сиділа з дітьми Ніка. Нетті неохоче розповідає Ніку, що його дружина мала роман із одним із його спільників Пітом Різзо. Зрозумівши, що злодійська спільнота його обдурила, Нік вирішує розповісти все Д'Анджело. Оскільки минуло вже досить багато часу, Д'Анджело не може використати інформацію Ніка для скорочення терміну його укладання, проте укладає з ним угоду, відповідно до якої, якщо Нік допоможе поліції у розкритті іншої справи, він отримає умовно-дострокове звільнення. На запитання Д'Анджело про його колишні, нерозкриті пограбування, Нік розповідає про пограбування хутряного магазину, в якому, зокрема, брав участь Різзо. При черговій зустрічі з Хаузер Нік дає йому зрозуміти, що це Різзо доніс на нього. Це підтверджується тим фактом, що поліція заарештовує всіх учасників пограбування хутряної крамниці, окрім Різзо.
Хаузер, який здійснює зв'язок між ув'язненими та злочинцями на волі, повідомляє Удо про зраду Різзо. Удо приходить до будинку Різзо, де застає лише прикуту до інвалідного візка його мати, яка каже, що Різо немає вдома, і що він повернеться лише пізно ввечері. Оглянувши будинок, Удо розуміє, що Різзо, швидше за все, подався в бігу. Розгніваний тим, що мати Різо намагалася обдурити його, Удо прив'язує її електричним шнуром до інвалідного крісла і зіштовхує зі сходів, вона падає і розбивається на смерть.
Незабаром за вказівкою Д'Анджело Нік отримує умовно-дострокове визволення. Він приходить до Нетті і пояснюється їй у коханні. Однак, щоб залишатися на волі, Нік має продовжувати співпрацю з Д'Анджело. За його вказівкою, Нік як би випадково стикається з Удо в одному з ресторанів. Випробовуючи повагу до Ніка, Удо, що нічого не підозрює, починає водити його по нічних клубах і в пориві відвертості розповідає йому деякі подробиці скоєного ним вбивства. Нік передає всю отриману інформацію Д'Анджело, який отримує на цей раз можливість засудити Удо за вбивство. Після цього Д'Анджело надає Ніку свободу. Нік одружується з Нетті, вони забирають дітей із притулку і селяться в окремому будинку в тихому житловому районі Нью-Йорка, Нік надходить на роботу на цементний завод.
Однак напередодні суду над Удо Ніка викликає Д'Анджело і вимагає, щоб той виступив зі свідченнями в суді. Проти свого бажання Нік погоджується. Однак, незважаючи на свідчення Ніка та інші докази, присяжні виправдовують Удо на тій підставі, що ключовий доказ не був оформлений відповідно до процесуальних норм. Впевнений у тому, що Удо помститься йому, і що поліція не зможе захистити його та його родину, Нік відправляє Нетті з дітьми за місто. Залишившись у будинку один, серед ночі Нік несподівано бачить біля своїх дверей Д'Анджело. Він намагається вмовити Ніка прийняти захист і опіку з боку поліції, але Нік б'є Д'Анджело в щелепу (внаслідок чого той втрачає свідомість) і вирішує самостійно розібратися з Удо. Нік безуспішно шукає Удо в його улюблених точках, і зрештою знаходить в одному з ресторанів.
При зустрічі Удо каже Ніку, що для нього він, як і раніше, «кореш». Ніка це не переконує, особливо після того, як Удо виражає тонко приховану загрозу на адресу Нетті та дітей. Нік попереджає Удо, щоб той тримався подалі від його родини, говорячи, що справа стосується лише їхніх двох. Удо наказує власнику ресторану приготувати для Ніка найкращу страву, а сам виходить назовні. Нік бачить, що великий лімузин Удо припаркований просто перед дверима ресторану. Нік розуміє, що як тільки він вийде з дверей ресторану, то потрапить у засідку. Нік дзвонить Д'Анджело, який чекає на нього в найближчій поліцейській дільниці і говорить йому, щоб той разом із озброєним нарядом під'їжджав до ресторану рівно через дві хвилини, тоді Нік зможе забезпечити йому достатні підстави, щоб розібратися з Удо. Нік виходить надвір. Один із людей Удо дістає пістолет і збирається застрелити Ніка впритул, але Нік провокує Удо, щоб той узяв пістолет і стріляв сам, знаючи, що за такий злочин той отримає довічний термін. Удо стріляє в Ніка, але його відразу оточує поліція. Удо намагається бігти, але отримує поранення та падає. Він виживає, але тепер уже, напевно, буде засуджений і проведе решту життя у в'язниці.
Серйозно поранений, Нік проте живий і разом з Нетті сподівається на радісне і мирне спільне життя.

## У ролях
- Віктор Метьюр — Нік Біанко
- Браян Донлеві — Луїс Д'Анджело, помічник окружного прокурора
- Колін Ґрей — Нетті Кавалло
- Річард Відмарк — Томмі Удо
- Тейлор Холмс — Ерд Хаузер, адвокат

## Оцінка критики
«Поцілунок смерті» вважається важливим прикладом жанру фільм нуар, також він пам'ятний дебютною роллю Річарда Відмарка, що започаткувала його зоряну кар'єру.
Кінокритик Денніс Швартц писав: «Неприкрашений фільм нуар Генрі Гетевея про професійного злочинця, який „виправився“, який змушений повернутися в кримінальний світ, ніколи не звучав цілком правдиво, незважаючи на те, що для більшої реалістичності знятий у напівдокументальному стилі безпосередньо на вулицях. Тим не менш, це чудовий ігровий фільм, заснований на реальних подіях, з демонстрацією божевілля, що запам'ятовується, зокрема, в епізоді, де кілер-психопат Томмі Удо (Річард Відмарк), незабутній кінодебют) зіштовхує прикуту до інвалідної коляски Мілдред Даннок) в сходовий проліт, не припиняючи при цьому своє хіхікання».
Письменники Раймонд Борд і Етьєнн Шометон писали: «З фільму Генрі Гетевея „Поцілунок смерті“ запам'ятається той наскрізь невротичний, огидний дрібний подонок з дикими очима і пронизливим сміхом, якого Річард Відмарк обернув на одну зі своїх найкращих ролей».
Критик Нік Шейгер написав: «Зовсім не дивно, що Річард Відмарк був великим шанувальником Бетмена, тому що його зірковий кінодебют у „Поцілунку смерті“ в ролі скалящого зуби, що гоготить психопата Томмі Удо (за що він отримав номінацію на Оскар (премія) дуже багато взяв у Джокера. Безумовно, те, як наелектризований аморальний псих у виконанні актора насолоджується зіштовхуванням з висоти прикутої до інвалідного крісла жінки, це головна (і, можливо, єдина) причина дивитися цей перехвалений нуар Генрі Хетеуея 1947 року, безладний, але візуально витончений кримінальний фільм (неореалістично знятий на натурі в різних куточках Манхеттена), що постійно втрачає власну точку зору».
Постать Томмі Удо увійшла до масової свідомості Америки. У деяких коледжах студентські братства стали формувати клуби Томмі Удо «з наміром поставити жінок на місце». Відомі випадки, коли актора просили записати на диск маніакальний сміх із цього фільму.

## Нагороди
У 1948 році Річард Відмарк завоював «Золотий глобус» як найбільш багатообіцяючий актор.
У 1948 році на міжнародному кінофестивалі в Локарно кінофестивалі в Локарно Бен Хехт і Чарльз Ледерер здобули приз за кращий сценарій.
У 1948 році картина отримала дві номінації на Оскар (премія) Оскар: Річард Відмарк був номінований як кращий актор другого плану, а Елізар Ліпскі був номінований за кращу оригінальну історію, покладену в основу сценарію.